# Паузин, Николай Иванович
Николай Иванович Паузин (25 февраля 1922 года, дер. Пузеево, Воскресенский уезд, Нижегородская губерния, РСФСР, — 19 августа 1996 года, г. Киров, Российская Федерация) — советский государственный деятель, председатель Кировского облисполкома (1964—86).

## Биография
Родился в крестьянской семье. Член ВКП (б) с 1943 г. В 1940 г. окончил Арзамасский техникум механизации и электрификации сельского хозяйства по специальности «техник-механик», в 1954 г. — Горьковский сельскохозяйственный институт (заочно), по специальности «агроном».
- 1940—1943 гг. — механик по комбайнам и сельскохозяйственным машинам,
- 1943—1944 гг. — старший механик по сельхозмашинам на Воскресенской МТС Горьковской области,
- 1944—1954 гг. — директор Владимирской МТС Воскресенского района Горьковской области,
- 1954—1955 гг. — начальник управления МТС и заместитель начальника Горьковского областного управления сельского хозяйства,
- 1955—1956 гг. — первый заместитель начальника Горьковского областного управления сельского хозяйства по механизации,
- 1956—1961 гг. — начальник Горьковского областного управления сельского хозяйства,
- 1961—1962 гг. — первый заместитель председателя Горьковского облисполкома, одновременно с марта 1962 г. — начальник областного управления производства и заготовок сельскохозяйственных продуктов,
- 1962—1964 гг. — избран председатель исполнительного комитета Горьковского сельского областного Совета,
- 1964—1986 гг. — председатель исполнительного комитета Кировского областного Совета. На этом посту проводил работу по улучшению качества продукции, была разработана капитальная программа мелиорации земель. Сданы в эксплуатацию Кировский биохимзавод, маргариновый, приборостроительный заводы. Была принята комплексная программа интенсификации сельскохозяйственного производства.

Избирался делегатом XXIII-XXYII съездов КПСС, депутатом Верховного Совета РСФСР 6-11 созывов.
С июля 1986 г. на пенсии.

## Награды и звания
Награждён орденом Октябрьской Революции, тремя орденами Трудового Красного Знамени, орденом Дружбы народов.